# Présilly (Górna Sabaudia)
Présilly – miejscowość i gmina we Francji, w regionie Owernia-Rodan-Alpy, w departamencie Górna Sabaudia.
Według danych na rok 1990 gminę zamieszkiwały 562 osoby, a gęstość zaludnienia wynosiła 65 osób/km² (wśród 2880 gmin regionu Rodan-Alpy Présilly plasuje się na 1090. miejscu pod względem liczby ludności, natomiast pod względem powierzchni na miejscu 1229.).